# スチュワート・SF-1
スチュワート・SF-1（Stewart SF-1）は、アラン・ジェンキンスが設計したF1マシンで、1997年にスチュワート・グランプリによって使用された。SF01とも表記される。

## 概要
ジャッキー・スチュワートと息子ポールがフォードの強力なバックアップを受けて参入したスチュワート・グランプリの最初のマシン。
エンジンはフォードZETEC-R SCを搭載し、タイヤはブリヂストンを装着。
ドライバーはルーベンス・バリチェロとヤン・マグヌッセンを起用し、バリチェロが雨のモナコで2位表彰台を獲得するが、マシントラブルが多く入賞はこの1度のみだった、しかし予選では速さを見せつけ上位に食い込むことも多かった。

## スペック

### シャーシ
- シャーシ名 SF-1
- シャーシ構造 カーボンファイバー/ハニカムコンポジット複合構造モノコック
- クラッチ AP
- ブレーキキャリパー AP
- ブレーキディスク・パッド カーボンインダストリー
- サスペンション 前後プッシュロッド/ダブルウィッシュボーン（3ダンパー式）
- ホイール BBS13インチ
- タイヤ ブリヂストン
- 重量 冷却水、潤滑油、ドライバーを含めて605kg（決勝は600kg）

### エンジン
- エンジン名 フォードZETEC-R SC
- 気筒数・角度 V型10気筒・72度
- 排気量 3,000cc
- スパークプラグ チャンピオン

## 記録
| 年   | No. | ドライバー             | 1   | 2   | 3   | 4   | 5   | 6   | 7   | 8   | 9   | 10  | 11  | 12  | 13  | 14  | 15  | 16  | 17  | ポイント | ランキング |
| 年   | No. | ドライバー             | AUS | BRA | ARG | SMR | MON | ESP | CAN | FRA | GBR | GER | HUN | BEL | ITA | AUT | LUX | JPN | EUR | ポイント | ランキング |
| ---- | --- | ---------------------- | --- | --- | --- | --- | --- | --- | --- | --- | --- | --- | --- | --- | --- | --- | --- | --- | --- | -------- | ---------- |
| 1997 | 22  | ルーベンス・バリチェロ | Ret | Ret | Ret | Ret | 2   | Ret | Ret | Ret | Ret | Ret | Ret | Ret | 13  | 14  | Ret | Ret | Ret | 6        | 9位        |
| 1997 | 23  | ヤン・マグヌッセン     | Ret | Ret | 10  | Ret | 7   | 13  | Ret | Ret | Ret | Ret | Ret | 12  | Ret | Ret | Ret | Ret | 9   | 6        | 9位        |

- 数字は順位、太字はポールポジション、斜字はファステストラップ、Retはリタイア。(key)